# Juan Araujo Pino
Juan Araujo Pino (La Carolina, Província de Jaén, 24 de novembre de 1920 - Sevilla, 4 de novembre de 2002) va ser un futbolista professional andalús que jugava com a davanter.
Va començar la seva carrera jugant en l'equip amateur del Sevilla FC, per passar el 1943 al Xerez CD de segona divisió, en qualitat de cedit. Dos anys després va tornar al Sevilla FC, amb el qual es va proclamar campió de primera divisió en la temporada 1945-1946, marcant el gol decisiu davant del FC Barcelona al camp de Les Corts en l'última jornada del campionat. Dos anys després, es va proclamar campió de la copa del Generalísimo. Va estar al club sevillà fins al 1956, on hi va jugar 11 temporades seguides i durant les quals va disputar 210 partits de lliga i va marcar 136 goles.
Després de la seva etapa al Sevilla FC va fitxar pel Córdoba CF de segona divisió, on hi va jugar una temporada. La seva última etapa com a professional la va passar al Xerez CD, també a segona divisió, equip en el qual es va retirar el 1958.

## Palmarès
- 1 lliga espanyola (Primera Divisió): 1945/46.
- 1 copes d'Espanya (Copa del Generalíssim): 1947-48.